# التنهاگن (سل)
التنهاگن (سل) (به آلمانی: Altenhagen (Celle)) یک منطقهٔ مسکونی در آلمان است که در نیدرزاکسن واقع شده‌است.

## خصوصیات
التنهاگن ۴۷ متر بالاتر از سطح دریا واقع شده‌است.